# Centre d'études des littératures d'expression graphique
Pour les articles homonymes, voir CBD.
Le Club des bandes dessinées ou CBD est une association consacrée à l'étude de la bande dessinée qui a existé de mars 1962 à mi-1967. En novembre 1964, elle est renommée Centre d'études des littératures d'expression graphique (Celeg). 
Présidée par Francis Lacassin, avec le réalisateur Alain Resnais et la sociologue Évelyne Sullerot pour vice-présidents, le Club des bande dessinées, première organisation européenne du genre, a pour objectif d'affirmer l'importance et la légitimité de la bande dessinée, notamment en définissant un canon et en menant des études approfondies sur ce média. Durant son existence, ses travaux sont diffusés dans Giff-Wiff, première revue francophone d'étude de la bande dessinée, distribuée par Jean-Jacques Pauvert à partir de 1966. Son action se marque également par l'organisation du premier festival international de bande dessinée en Italie à partir de 1965 et de diverses expositions. 
Concurrencé à partir de fin 1964 par la Socerlid, association formée par des membres dissidents lui reprochant une vision trop nostalgique de la bande dessinée, et handicapé par des problèmes d'argent, le Celeg cesse ses activités en 1967.

## Histoire
Le club naît d'un débat (articles, courrier de lecteurs, annonces) qui s'est tenu en 1961-1962 dans les numéros 92 à 98 de la revue Fiction après un article du Suisse Pierre Strinati et qui, partant d'une certaine nostalgie de la bande dessinée de science-fiction d'avant-guerre, aboutit à un questionnaire portant sur l'intérêt de créer un club d'amateurs, notamment dédié à la réédition d'œuvres disparues. Dans ses mémoires, Francis Lacassin raconte que Chris Marker et Alain Resnais tentent mutuellement de pousser l'autre à prendre la direction de l'association. L'Association est officiellement formée le 29 mars 1962.
Renommé Centre d'études des littératures d'expression graphique (Celeg) le 5 novembre 1964 après le départ de certains membres également intéressés par la création contemporaine partis fonder un club concurrent, l'association accroît sa notoriété avec l'organisation en février 1965 à Bordighera du premier festival international de bande dessinée, déplacé à Lucques à partir de 1966. La même année, Jean-Jacques Pauvert reprend l'édition de Giff-Wiff à partir du numéro 20, lui assurant une diffusion plus étendue.
Le Celeg disparaît en 1967 en raison de la concurrence de la Socerlid, ainsi que d'ennuis financiers, de nombreuses rééditions souscrites par ses membres n'ayant jamais été livrées. Selon une rumeur relayée par Francis Groux, l'argent aurait servi à financer un voyage américain d'Alain Resnais en vue de réaliser une adaptation du comic strip de Lee Falk Mandrake le Magicien.
Jacques Champreux, Pierre Couperie, Alain Dorémieux, Lee Falk, Jean-Claude Forest, Alejandro Jodorowsky Jacques Lob, Chris Marker, Edgar Morin, Alain Robbe-Grillet, Delphine Seyrig ou encore Pierre Zucca en ont fait partie.

## Expositions organisées
- 3-15 juin 1966 : Mandrake & Le Fantôme, Centre culturel américain de Paris

### Documentation
- Charles Ameline, « Généalogie d'un interdiscours sur la bande dessinée (I) », sur du9.org, janvier 2009.
- Hervé Cannet (dir.) (préf. Will Eisner), Le Grand 20e, Angoulême, La Charente libre, 1992.
- Patrick Gaumer et Claude Moliterni, « Club des bandes dessinées (C.B.D.) », dans Dictionnaire mondial de la bande dessinée, Larousse, 1994 (ISBN 2035235103), p. 145.
- Patrick Gaumer, « C.E.L.E.G. », dans Dictionnaire mondial de la BD, Paris, Larousse, 2010 (ISBN 9782035843319), p. 159-160.
- Patrick Gaumer, « Club des bandes dessinées (C.B.D.) », dans Dictionnaire mondial de la BD, Paris, Larousse, 2010 (ISBN 9782035843319), p. 190.
- Francis Groux (préf. Thierry Groensteen, ill. Jean Claval et Kkrist Mirror), Au coin de ma mémoire, Montrouge, PLG, coll. « Mémoire vive », 2011, 207 p. (ISBN 978-2-917837-09-2).
- Francis Lacassin, Mémoires : Sur les chemins qui marchent, Éditions du Rocher, 2006.